# Pei Wenzhong
Pei Wenzhong (chinês 裴文中, inglês W. C. Pei, 5 de Março de 1904 – 18 de Setembro de 1982) foi um paleontólogo, arqueólogo e antropólogo chinês. O Professor Pei é considerado o fundador da antropologia chinesa.

## Biografia
Graduou-se na Universidade de Pequim (1928) e trabalhou para o Laboratório de Pesquisa Cenozóica do Instituto do Serviço Geológico da China em Zhoukoudian. Pei encontrou o primeiro crânio (a parte superior) "trabalhou em água gelada dentro uma crevasse a 40 metros de profundidade, com uma vela numa mão e um martelo na outra" no dia 1 de dezembro de 1929, às quatro horas.
Em 1935, Pei graduou-se na Universidade de Paris, e em 1955 foi o membro da Academia de Ciências Chinesa. O Professor Pei escreveu vários livros, inclusive o primeiro livro sobre pré-história da China escrito em chinês.
Pei morreu em 1982. Foi cremado, e foi enterrado em Zhoukoudian, como os seus colegas Yang Zhongjian e Jia Lanpo.

## Publicações em inglês
- Pei, W.C. (1934). The carnivora from locality 1 of Choukoutien. Palaeontologia Sinica, Geological Survey of China, Beijing
- PEI, W. C. (1934), REPORT ON THE EXCAVATION OF THE LOCALITY 13 IN CHOUKOUTIEN. Bulletin of the Geological Society of China, 13: 359–368. doi: 10.1111/j.1755-6724.1934.mp13001021.x
- PEI, W. C. (1934), A PRELIMINARY REPORT ON THE LATE-PALÆOLITHIC CAVE OF CHOUKOUTIEN. Bulletin of the Geological Society of China, 13: 327–358. doi: 10.1111/j.1755-6724.1934.mp13001020.x